# Eugenio Jiménez Corera
Eugenio Jiménez Corera (Pampelune 1848-1910) est un architecte espagnol.

## Biographie
Eugenio Jiménez Corera naît à Pampelune le 15 novembre 1848,,.
Il obtient son diplôme d'architecte en 1879 à Madrid. Il est connu pour le style néo-mudéjar qu'il utilise pour plusieurs édifices à Madrid. L'Église Saint-Firmin des Navarrais (es) est une de ses premières œuvres (à la suite de la mort de Carlos Velasco Peinado).
Eugenio Jiménez Corera meurt à Madrid le 14 mai 1910.

## Œuvres

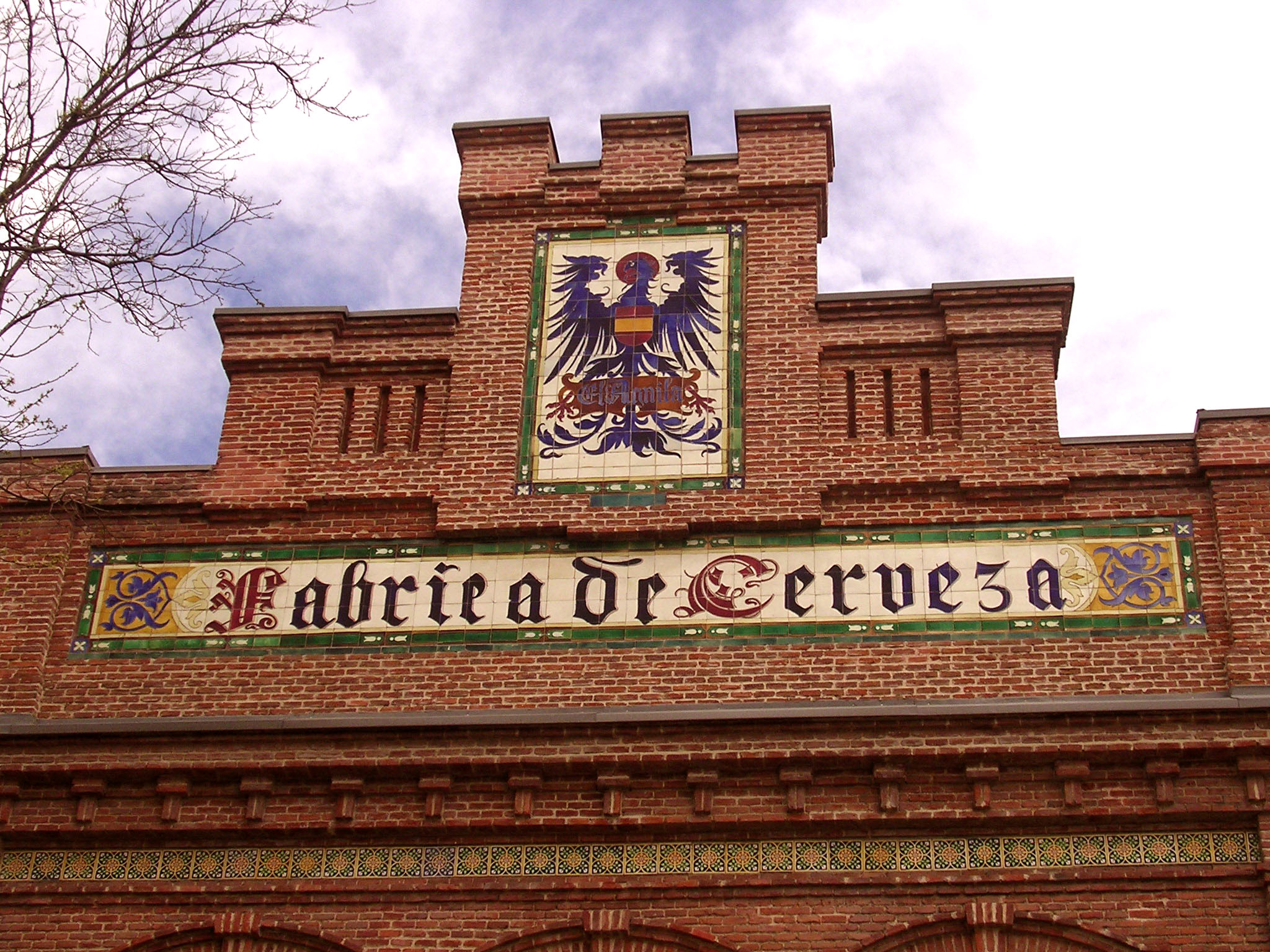
La « Fábrica de Cervezas » (actuelle :) est une œuvre de Jiménez Corera.

- L'église Saint-Firmin-des-Navarrais, édifice néo-mudéjar planifié en 1886 par Eugenio Jiménez Corera et Carlos Velasco Peinado, et construit de 1886 à 1890 au 10, rue Eduardo Dato[5].
- Basilique Notre-Dame-de-la-Conception de Madrid
- Le parc de désinfection de la rue Bravo Murillo.
- La Fábrica de cervezas El Águila (« brasserie El Águila »), devenue ensuite la Biblioteca Regional Joaquín Leguina (es) en 1900.
- L'hôtel pour le duc d'Aliaga.